# Thuidium subgranulatum
Thuidium subgranulatum là một loài Rêu trong họ Thuidiaceae. Loài này được (Geh. & Hampe) Kindb. miêu tả khoa học đầu tiên năm 1891.